# ایوار آسن
ایوار آسن (به نروژی: Ivar Aasen) (زادهٔ ۵ اوت ۱۸۱۳ درگذشتهٔ ۲۳ سپتامبر ۱۸۹۶) طبیعت‌شناس، واژه‌شناس، و زبان‌شناس اهل نروژ بود.